# Roger Quilter
Roger Cuthbert Quilter (Hove, 1º novembre 1877 – Westminster, 21 settembre 1953) è stato un compositore britannico.

## Biografia

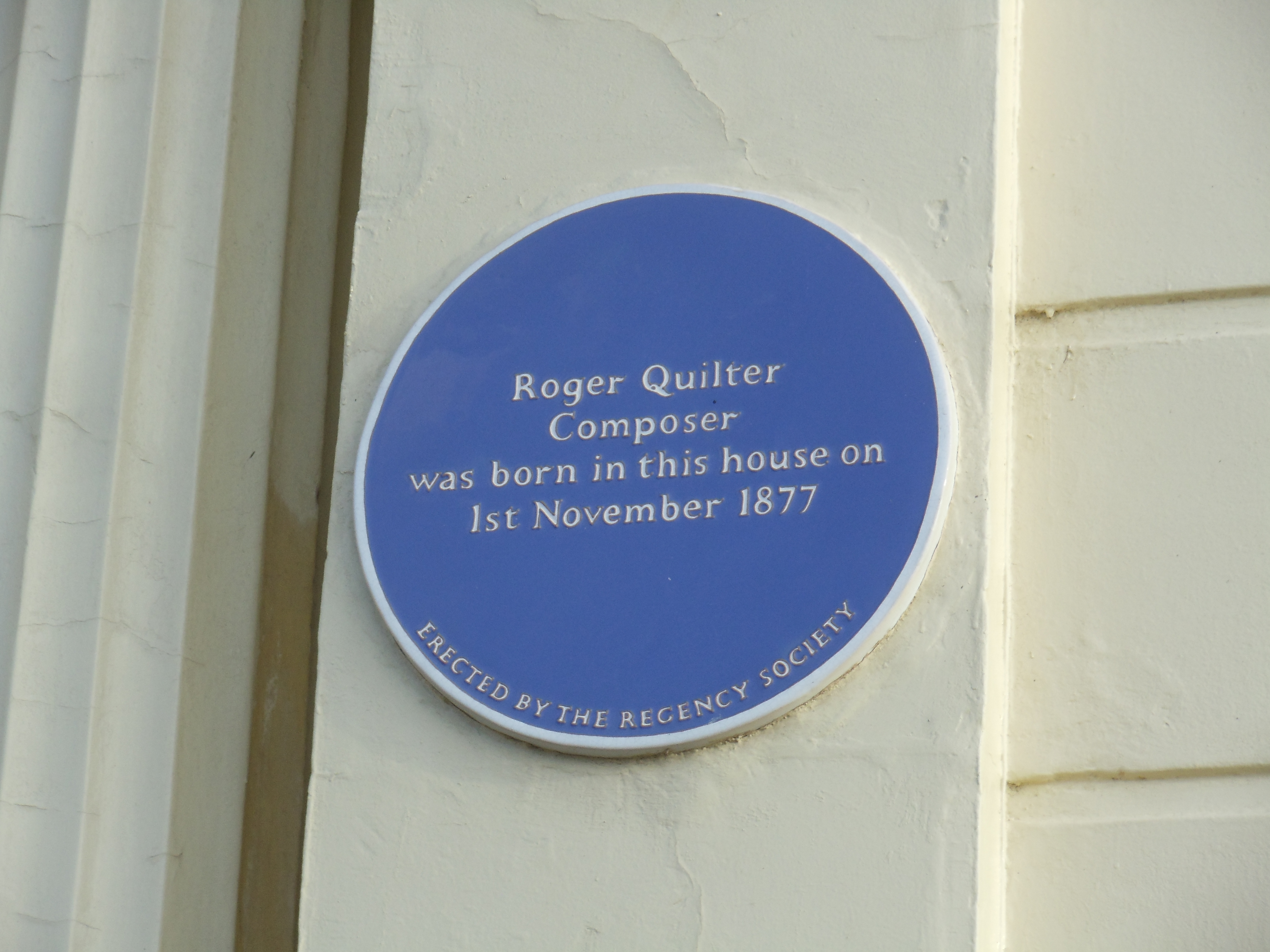

Quilter nacque a Hove, nel Sussex; una targa blu commemorativa è sulla casa al n. 4 di Brunswick Square.  Era il figlio più giovane di Sir William Quilter, primo baronetto, un ricco proprietario terriero, politico e collezionista d'arte.
Roger Quilter fu educato prima nella scuola preparatoria di Farnborough. Successivamente si trasferì all'Eton College e in seguito divenne compagno di studi di Percy Grainger, Cyril Scott e H. Balfour Gardiner presso il Conservatorio Hoch di Francoforte, dove studiò per quasi cinque anni sotto la guida del professore di composizione tedesco Iwan Knorr. Quilter apparteneva al gruppo di Francoforte, una cerchia di compositori che studiava al Conservatorio Hoch alla fine del 1890.
La sua reputazione in Inghilterra si basa in gran parte sulle sue canzoni e sulla sua musica leggera per orchestra, come la sua Children's Overture, con le sue melodie intrecciate di filastrocche e una suite di musica per la commedia Where the Rainbow Ends. È noto per aver influenzato diversi compositori inglesi, tra cui Peter Warlock.
Quilter godette di una proficua collaborazione con il tenore Gervase Elwes fino alla morte di quest'ultimo nel 1921. Nel novembre 1936 l'opera Julia di Quilter fu presentata al Covent Garden dalla British Music Drama Opera Company sotto la direzione di Vladimir Rosing.
Essendo omosessuale, trovava difficile far fronte ad alcune delle pressioni che sentiva gli venivano imposte e alla fine precipitò in una malattia mentale dopo la perdita del nipote Arnold Guy Vivian durante la seconda guerra mondiale.
Morì nella sua casa di St John's Wood, a Londra, pochi mesi dopo le celebrazioni per festeggiare il suo 75º compleanno e fu sepolto nella tomba di famiglia della St Mary's Church, Bawdsey, Suffolk.

## Canzoni
Il corpo delle canzoni di Roger Quilter, oltre cento in totale, si è aggiunto alle canzoni d'arte inglese canoniche che sono cantate ancora oggi. Tra le più popolari ci sono Love's Philosophy, Fair House of Joy, Come Away Death, Go, Lovely Rose, Weep You No More, By the Sea e il suo arrangiamento di O Mistress Mine. L'adattamento di Quilter dei versi del poema di Tennyson Now Sleeps the Crimson Petal è una delle sue prime canzoni, ma è comunque caratteristica del successivo stile maturo.
Pubblicò anche l'Arnold Book of Old Songs, una raccolta di 16 canzoni popolari e tradizionali con nuovi accompagnamenti, dedicata a suo nipote Arnold Guy Vivian.

## Opere scelte
- Four Songs of the Sea
- Three Studies for Piano, Op. 4 (1910)
- Where the Rainbow Ends (incidental music) (1911)
- Love at the Inn (opera)
- Five English Love Lyrics
- A Children's Overture (1914)
- Five Jacobean Lyrics
- To Julia, Op. 8 (texts of Robert Herrick) (1905)
- The Fuschia Tree, Op. 25 No. 2 (1923)[6]
- Three Pastoral Songs, Op. 22
- Seven Elizabethan Lyrics, Op. 12
- Three Shakespeare Songs, Op. 6
- Three English Dances, Op. 11
- Arnold Book of Old Songs (1921, 1942, pub. 1950)
- Five Shakespeare Songs, Op. 23

Forse il suo lavoro più noto è Non Nobis, Domine (1934). Era stato scritto per la Parata storica del Parlamento alla Royal Albert Hall nel luglio 1934, su un testo di Rudyard Kipling ed è diventato la canzone scolastica o l'inno scolastico di innumerevoli scuole femminili in tutto il mondo di lingua inglese.